# Sofiane Melliti
Sofiane Melliti (arab. سفيان مليتي; ur. 18 sierpnia 1978 w Siljanie) – tunezyjski piłkarz występujący na pozycji pomocnika.